# Esteve Canal i Gual
Esteve Canal i Gual (Argentona, Maresme, 1926 - Argentona, 27 de gener de 2016) va ser un polític català, alcalde d'Argentona des del 1987 fins al 1991.

## Biografia
Des de ben jove començà a treballar de paleta, professió que ha mantingut fins a la seva jubilació. També des de jove s'ha interessat per la vida esportiva i associativa local, essent vocal del Centre Parroquial. El 1955 va començar la seva trajectòria com a entrenador de l'equip femení de bàsquet del Col·legi Immaculada Concepció, que durant 6 anys van assolir els més grans èxits esportius en l'àmbit estatal i europeu.
Del 1974 al 1979 va ser president de Càritas Parroquial d'Argentona, i entre el 1986 i el 1989 portà a terme des d'aquesta plataforma benèfica la més gran obra que va impulsar: la Nostra Llar Santa Anna, que és la principal residència per a gent de la tercera edat al municipi.
Políticament, Canal ja va ser a la llista de la Candidatura d'Argentonins Independents a les eleccions municipals del 79, sortint escollit regidor. Va ostentar les carteres d'esports i serveis sota l'alcaldia d'en Jordi Suari. D'aquella època en cal destacar la seva gestió per a l'adquisició dels terrenys de l'actual zona esportiva Raül Paloma (abans del Sant Crist), i totes les gestions per tirar endavant la piscina municipal i el pavelló poliesportiu.
A les eleccions del 1987 fou cap de llista per CiU com a independent, obtenint la primera i única majoria absoluta de la democràcia a Argentona. Durant aquesta legislatura, i com a alcalde, portà a terme l'ampliació de l'Escola Francesc Burniol (que passava a ser una escola independent a la de Bernat de Riudemeia) i també es va construir l'escola del Cros. També cal destacar l'arranjament urbanístic de la Plaça de l'Església, la construcció de la Casa de Cultura (actual seu del Museu del Càntir, a Cal Carboner) i la construcció del nou Ajuntament (on antigament hi havia l'era de l'antic Capítol o Ajuntament Vell).
A les eleccions del 1991 va repetir com a cap de llista de CiU, guanyant altre cop les eleccions, si bé per majoria simple, cosa que propicià el pacte entre Agrupació d'Argentona, ERC i PSC, deixant Canal com a cap de l'oposició.
Cal destacar la seva interessant obra escrita fruit de les seves experiències socials, esportives i polítiques, com el llibre Història, recull i detalls. CIC Argentona publicat l'any 2000, o Empremtes esportives a Argentona 1908-2002 publicat l'any 2002.